# جنت لین
جنت لین (انگلیسی: Janet Lynn؛ زادهٔ ۶ آوریل ۱۹۵۳) اسکیت‌باز نمایشی اهل ایالات متحده آمریکا است.